# Euprepiophis conspicillata
Espèce
Synonymes
- Coluber conspicillatus Boie, 1826
- Proterodon tessellatuys Hallowell, 1860
- Elaphe conspicillata Stejneger, 1907
- Elaphe japonica Frank & Ramus, 1995

Euprepiophis conspicillata est une espèce de serpents de la famille des Colubridae.

## Répartition
Cette espèce se rencontre :
- au Japon, sur les îles Honshū, Kyūshū, Tanegashima, Ryūkyū, Shikoku et Yakushima ;
- en Russie, sur l'île de Kounachir, dans les îles Kouriles. Ile revendiquée par le Japon

## Étymologie
Son nom d'espèce, du latin conspicillata, « paire de lunettes », lui a été donné en référence à la marque noire qui orne la tête des juvéniles.

## Publication originale
- Boie, 1826 : Merkmale einiger japanischer Lurche. Isis von Oken, vol. 19, p. 203-216 (texte intégral).